# Circuit de la Sarthe 2018
Le Circuit de la Sarthe 2018 est la 65e édition de cette course cycliste masculine sur route. Il a eu lieu du 3 au 6 avril 2018 dans les Pays de la Loire, en France, et fait partie du calendrier UCI Europe Tour 2018 en catégorie 2.1. Il est remporté par le coureur français Guillaume Martin, de l'équipe Wanty-Groupe Gobert, vainqueur de l'étape-reine au mont des Avaloirs. Il devance au classement général le Belge Xandro Meurisse, membre de la même équipe, et le Français Justin Jules (WB-Aqua Protect-Veranclassic 	), vainqueur de la première étape.

## Présentation

### Parcours
Ce Circuit de la Sarthe comprend quatre étapes et voit disparaître le contre-la-montre qui avait habituellement lieu le deuxième jour. La première étape part de l'abbaye de l'Épau, sur le territoire de la commune d'Yvré-l'Évêque (Sarthe), et arrive à Baugé-en-Anjou, dans le nord du Maine-et-Loire. La deuxième étape, entre Riaillé et Ancenis, se déroule presque entièrement sur les routes de Loire-Atlantique. La troisième étape est la plus longue de la course, avec 199 km à parcourir entre l'abbaye Royale de l’Épau, visitée une deuxième fois, et le mont des Avaloirs, sur la commune de Pré-en-Pail-Saint-Samson, dans le nord de la Mayenne. Enfin, la dernière étape a lieu dans le sud de la Sarthe, entre Brûlon et Sablé-sur-Sarthe.

### Équipes
Classé en catégorie 1.1 de l'UCI Europe Tour, le Circuit de la Sarthe est par conséquent ouvert aux UCI WorldTeams dans la limite de 50 % des équipes participantes, aux équipes continentales professionnelles, aux équipes continentales et aux équipes nationales.
| WorldTeams (4)- Groupama-FDJ - AG2R La Mondiale - EF Education First-Drapac p/b Cannondale - Trek-Segafredo Équipes continentales professionnelles (13)- Wanty-Groupe Gobert - Direct Énergie - Cofidis, Solutions Crédits - Delko-Marseille Provence-KTM - Manzana Postobón - Fortuneo-Samsic - Gazprom-RusVelo - Roompot-Nederlandse Loterij - Androni Giocattoli-Sidermec - Euskadi Basque Country-Murias - Sport Vlaanderen-Baloise - WB-Aqua Protect-Veranclassic - Vital Concept |
| |

## Déroulement de la course
La première étape voit la victoire au sprint de Justin Jules (WB-Aqua Protect-Veranclassic), qui prend à cette occasion la tête du classement général. Deuxième derrière Jules le premier jour, Marc Sarreau (Groupama-FDJ) s'impose au sprint sur la deuxième étape et prend à son tour la première place du classement général. Quatre coureurs s'échappent au début de la troisième étape et creuse une avance de six minutes et demie avant d'être rattrapés à 25 km de l'arrivée. Onze coureurs sortent ensuite du peloton, dont deux, Guillaume Martin et Xandro Meurisse de l'équipe Wanty-Groupe Gobert, attaquent dans le final sur le mont des Avaloirs. Martin s'impose avec douze secondes d'avance sur Meurisse et 24 secondes sur un groupe de vingt coureurs, et prend la tête du classement général devant son coéquipier,. La dernière étape se conclut par un nouveau sprint massif, remporté par le Britannique Daniel McLay (Education First-Drapac) devant Samuel Dumoulin (AG2R La Mondiale) et Marc Sarreau (Groupama-FDJ). La tête du classement général ne change pas : Guillaume Martin s'impose avec seize secondes d'avance sur Xandro Meurisse et 24 sur Justin Jules.
| Étape     | Date    | Villes étapes                               |  | Distance (km) | Vainqueur d’étape | Leader du classement général |
| --------- | ------- | ------------------------------------------- |  | ------------- | ----------------- | ---------------------------- |
| 1re étape | 3 avril | Abbaye de l'Épau - Baugé-en-Anjou           |  | 193.6         | Justin Jules      | Justin Jules                 |
| 2e étape  | 4 avril | Riaillé - Ancenis                           |  | 183.7         | Marc Sarreau      | Marc Sarreau                 |
| 3e étape  | 5 avril | Abbaye de l'Épau - Pré-en-Pail-Saint-Samson |  | 199           | Guillaume Martin  | Guillaume Martin             |
| 4e étape  | 6 avril | Brûlon - Sablé-sur-Sarthe                   |  | 183.9 km      | Daniel McLay      | Guillaume Martin             |

## Classements finals

### Classement général final
| Classement général | Classement général | Classement général | Classement général           | Classement général  |
|                    | Coureur            | Pays               | Équipe                       | Temps               |
| ------------------ | ------------------ | ------------------ | ---------------------------- | ------------------- |
| 1er                | Guillaume Martin   | France             | Wanty-Groupe Gobert          | en 19 h 22 min 20 s |
| 2e                 | Xandro Meurisse    | Belgique           | Wanty-Groupe Gobert          | + 16 s              |
| 3e                 | Justin Jules       | France             | WB-Aqua Protect-Veranclassic | + 24 s              |
| 4e                 | Romain Combaud     | France             | Delko-Marseille Provence-KTM | + 28 s              |
| 5e                 | François Bidard    | France             | AG2R La Mondiale             | + 29 s              |
| 6e                 | Andrea Vendrame    | Italie             | Androni Giocattoli-Sidermec  | + 30 s              |
| 7e                 | Oscar Riesebeek    | Pays-Bas           | Roompot-Nederlandse Loterij  | + 31 s              |
| 8e                 | Quentin Jauregui   | France             | AG2R La Mondiale             | + 32 s              |
| 9e                 | Anthony Delaplace  | France             | Fortuneo-Samsic              | + 32 s              |
| 10e                | Wilmar Paredes     | Colombie           | Manzana Postobón             | + 33 s              |
| modifier           |                    |                    |                              |                     |

### Classements annexes
| Classement par points | Classement par points | Classement par points | Classement par points     | Classement par points |
| --------------------- | --------------------- | --------------------- | ------------------------- | --------------------- |
|                       | Coureur               | Pays                  | Équipe                    | Point(s)              |
| 1er                   | Marc Sarreau          | France                | Groupama-FDJ              | 61 points             |
| 2e                    | Clément Venturini     | France                | AG2R La Mondiale          | 40 pts                |
| 3e                    | Daniel McLay          | Espagne               | EF Education First-Drapac | 38 pts                |
| modifier              |                       |                       |                           |                       |

| Classement de la montagne | Classement de la montagne | Classement de la montagne | Classement de la montagne    | Classement de la montagne |
| ------------------------- | ------------------------- | ------------------------- | ---------------------------- | ------------------------- |
|                           | Coureur                   | Pays                      | Équipe                       | Point(s)                  |
| 1er                       | Thomas Deruette           | Belgique                  | WB-Aqua Protect-Veranclassic | 34 points                 |
| 2e                        | Juan Felipe Osorio        | Colombie                  | Manzana Postobón             | 27 pts                    |
| 3e                        | Jérémy Leveau             | France                    | Delko-Marseille Provence-KTM | 20 pts                    |
| modifier                  |                           |                           |                              |                           |

| Classement du meilleur jeune | Classement du meilleur jeune | Classement du meilleur jeune | Classement du meilleur jeune | Classement du meilleur jeune |
|                              | Coureur                      | Pays                         | Équipe                       | Temps                        |
| ---------------------------- | ---------------------------- | ---------------------------- | ---------------------------- | ---------------------------- |
| 1er                          | Wilmar Paredes               | Colombie                     | Manzana Postobón             | en 19 h 22 min 53 s          |
| 2e                           | Mathias Le Turnier           | France                       | Cofidis                      | + 1 s                        |
| 3e                           | Sergio Higuita               | Colombie                     | Manzana Postobón             | + 7 s                        |
| modifier                     |                              |                              |                              |                              |

| Classement par équipes | Classement par équipes   | Classement par équipes | Classement par équipes |
|                        | Équipe                   | Pays                   | Temps                  |
| ---------------------- | ------------------------ | ---------------------- | ---------------------- |
| 1re                    | Wanty-Groupe Gobert      | Belgique               | en 58 h 8 min 6 s      |
| 2e                     | AG2R La Mondiale         | France                 | + 36 s                 |
| 3e                     | Sport Vlaanderen-Baloise | Belgique               | + 1 min 12 s           |
| modifier               |                          |                        |                        |